# 1992-es labdarúgó-Európa-bajnokság (selejtező – 2. csoport)
Az 1992-es labdarúgó-Európa-bajnokság selejtezőjének 2. csoportjának mérkőzéseit tartalmazó lapja. A csoportban Bulgária, Románia, San Marino, Skócia és Svájc szerepelt. A csapatok körmérkőzéses, oda-visszavágós rendszerben játszottak egymással.
A csoportelső Skócia kijutott az 1992-es labdarúgó-Európa-bajnokságra.

## Tabella
| Hely. | Csapat     | M | Gy | D | V | G+ | G– | Gk  | P  | Továbbjutás                            |     | Skócia | Svájc | Románia | Bulgária | San Marino |
| ----- | ---------- | - | -- | - | - | -- | -- | --- | -- | -------------------------------------- | --- | ------ | ----- | ------- | -------- | ---------- |
| 1.    | Skócia     | 8 | 4  | 3 | 1 | 14 | 7  | +7  | 11 | Kijutott az 1992-es Európa-bajnokságra |     | —      | 2–1   | 2–1     | 1–1      | 4–0        |
| 2.    | Svájc      | 8 | 4  | 2 | 2 | 19 | 7  | +12 | 10 |                                        |     | 2–2    | —     | 0–0     | 2–0      | 7–0        |
| 3.    | Románia    | 8 | 4  | 2 | 2 | 13 | 7  | +6  | 10 |                                        | 1–0 | 1–0    | —     | 0–3     | 6–0      |            |
| 4.    | Bulgária   | 8 | 3  | 3 | 2 | 15 | 8  | +7  | 9  |                                        | 1–1 | 2–3    | 1–1   | —       | 4–0      |            |
| 5.    | San Marino | 8 | 0  | 0 | 8 | 1  | 33 | −32 | 0  |                                        | 0–2 | 0–4    | 1–3   | 0–3     | —        |            |

## Mérkőzések
Az időpontok helyi idő szerint értendők.
| 1990. szeptember 12. 20:00 |

| Svájc                   | 2–0               | Bulgária |
| ----------------------- | ----------------- | -------- |
| Hottiger 19' Bickel 63' | (1–0) Jegyzőkönyv |          |

| Charmilles Stadium, Genf Nézőszám: 9088 Játékvezető: Guy Goethals (belga) |

| 1990. szeptember 12. 20:00 |

| Skócia                    | 2–1               | Románia      |
| ------------------------- | ----------------- | ------------ |
| Robertson 37' McCoist 76' | (1–1) Jegyzőkönyv | Cămătaru 13' |

| Hampden Park, Glasgow Nézőszám: 12 801 Játékvezető: Ildefonso Urizar Azpitarte (spanyol) |

| 1990. október 17. 15:00 |

| Románia | 0–3               | Bulgária                    |
| ------- | ----------------- | --------------------------- |
|         | (0–1) Jegyzőkönyv | Sirakov 28' Todorov 48' 76' |

| Steaua Stadion, Bukarest Nézőszám: 15 350 Játékvezető: José Rosa dos Santos (portugál) |

| 1990. október 17. 20:00 |

| Skócia                       | 2–1               | Svájc    |
| ---------------------------- | ----------------- | -------- |
| Robertson 34' McAllister 53' | (0–0) Jegyzőkönyv | Knup 65' |

| Hampden Park, Glasgow Nézőszám: 27 740 Játékvezető: Esa Antero Palsi (finn) |

| 1990. november 14. 18:00 |

| Bulgária    | 1–1               | Skócia     |
| ----------- | ----------------- | ---------- |
| Todorov 74' | (0–1) Jegyzőkönyv | McCoist 9' |

| Vasil Levski National Stadium, Szófia Nézőszám: 31 462 Játékvezető: Friedrich Kaupe (osztrák) |

| 1990. november 14. 20:30 |

| San Marino | 0–4               | Svájc                                        |
| ---------- | ----------------- | -------------------------------------------- |
|            | (0–3) Jegyzőkönyv | Sutter 7' Chapuisat 27' Knup 43' Chassot 87' |

| Stadio Olimpico, Serravalle Nézőszám: 931 Játékvezető: Costas Kapsos (ciprusi) |

| 1990. december 5. 18:00 |

| Románia                                                              | 6–0               | San Marino |
| -------------------------------------------------------------------- | ----------------- | ---------- |
| Sabău 2' Mateuţ 18' Răducioiu 43' Lupescu 56' Badea 77' Petrescu 85' | (3–0) Jegyzőkönyv |            |

| Steaua Stadion, Bukarest Nézőszám: 6380 Játékvezető: Manfred Roßner (német) |

| 1991. március 27. 20:00 |

| Skócia      | 1–1               | Bulgária       |
| ----------- | ----------------- | -------------- |
| Collins 83' | (0–0) Jegyzőkönyv | Kostadinov 89' |

| Hampden Park, Glasgow Nézőszám: 33 119 Játékvezető: Erik Fredriksson (svéd) |

| 1991. március 27. 20:15 |

| San Marino   | 1–3               | Románia                                     |
| ------------ | ----------------- | ------------------------------------------- |
| Pasolini 30' | (1–1) Jegyzőkönyv | Hagi 18' Răducioiu 46' Matteoni 83' (öngól) |

| Stadio Olimpico, Serravalle Nézőszám: 745 Játékvezető: Roger Philippi (luxemburgi) |

| 1991. április 3. 20:15 |

| Svájc | 0–0         | Románia |
| ----- | ----------- | ------- |
|       | Jegyzőkönyv |         |

| Stade de la Maladière, Neuchâtel Nézőszám: 9262 Játékvezető: Gérard Biguet (francia) |

| 1991. május 1. 18:00 |

| Bulgária                   | 2–3               | Svájc                       |
| -------------------------- | ----------------- | --------------------------- |
| Kostadinov 12' Sirakov 27' | (2–0) Jegyzőkönyv | Knup 59' 85' Türkyılmaz 90' |

| Vasil Levski National Stadium, Szófia Nézőszám: 35 142 Játékvezető: Karl-Josef Assenmacher (német) |

| 1991. május 1. 20:00 |

| San Marino | 0–2               | Skócia                            |
| ---------- | ----------------- | --------------------------------- |
|            | (0–0) Jegyzőkönyv | Strachan 63' (11-esből) Durie 67' |

| Stadio Olimpico, Serravalle Nézőszám: 3512 Játékvezető: Besnik Kaimi (albán) |

| 1991. május 22. 20:00 |

| San Marino | 0–3               | Bulgária                         |
| ---------- | ----------------- | -------------------------------- |
|            | (0–2) Jegyzőkönyv | Ivanov 13' Sirakov 20' Penev 70' |

| Stadio Olimpico, Serravalle Nézőszám: 612 Játékvezető: Victor Mintoff (máltai) |

| 1991. június 5. 20:30 |

| Svájc                                                                    | 7–0               | San Marino |
| ------------------------------------------------------------------------ | ----------------- | ---------- |
| Knup 3' 87' Hottiger 13' Sutter 29' Hermann 55' Ohrel 78' Türkyılmaz 90' | (3–0) Jegyzőkönyv |            |

| Espenmoos, St. Gallen Nézőszám: 6982 Játékvezető: Erman Toroğlu (török) |

| 1991. szeptember 11. 20:15 |

| Svájc                     | 2–2               | Skócia                |
| ------------------------- | ----------------- | --------------------- |
| Chapuisat 30' Hermann 38' | (2–0) Jegyzőkönyv | Durie 47' McCoist 83' |

| Wankdorfstadion, Bern Nézőszám: 42 012 Játékvezető: Tullio Lanese (olasz) |

| 1991. október 16. 18:00 |

| Bulgária                                                | 4–0               | San Marino |
| ------------------------------------------------------- | ----------------- | ---------- |
| Penev 18' Stoichkov 31' (11-esből) Yankov 38' Iliev 84' | (3–0) Jegyzőkönyv |            |

| Balgarska Armia Stadium, Szófia Nézőszám: 7352 Játékvezető: Jiří Ulrich (csehszlovák) |

| 1991. október 16. 18:00 |

| Románia  | 1–0               | Skócia |
| -------- | ----------------- | ------ |
| Hagi 75' | (0–0) Jegyzőkönyv |        |

| Steaua Stadion, Bukarest Nézőszám: 15 850 Játékvezető: Aron Schmidhuber (német) |

| 1991. november 13. 19:00 |

| Skócia                                     | 4–0               | San Marino |
| ------------------------------------------ | ----------------- | ---------- |
| McStay 10' Gough 31' Durie 38' McCoist 62' | (3–0) Jegyzőkönyv |            |

| Hampden Park, Glasgow Nézőszám: 35 170 Játékvezető: Rune Pedersen (norvég) |

| 1991. november 13. 21:00 |

| Románia    | 1–0               | Svájc |
| ---------- | ----------------- | ----- |
| Mateuţ 69' | (0–0) Jegyzőkönyv |       |

| Steaua Stadion, Bukarest Nézőszám: 23 000 Játékvezető: John Blankenstein (holland) |

| 1991. november 20. 18:00 |

| Bulgária    | 1–1               | Románia     |
| ----------- | ----------------- | ----------- |
| Sirakov 55' | (0–1) Jegyzőkönyv | Popescu 31' |

| Vasil Levski National Stadium, Szófia Nézőszám: 27 744 Játékvezető: Peter Mikkelsen (dán) |